# تيم هايوارد
تيم هايوارد (بالإنجليزية: Tim Hayward)‏ هو صحفي ومقدم تلفزيوني وكاتب بريطاني، ولد في 9 يوليو 1963 في برستل في المملكة المتحدة.